# Монастырь Святого Иоанна Лампадиста
Монастырь Святого Иоанна Лампадиста (греч. Ιερά Μονή Αγίου Ιωάννη Λαμπαδιστή) — мужской монастырь Морфской митрополии Кипрской Православной Церкви, расположенный к востоку от деревни Калопанайотис. Основан в XI веке, первоначально был освящён в честь Святого Ираклидия.

## История
Никаких достоверных сведений о дате основании монастыря не осталось. В XI веке была построена главная церковь монастыря (Кафолико). Монастырь первоначально был посвящён святому Ираклидию, первому епископу Тамассоса. По легенде, святой Ираклидий был проводником апостолов Варнавы, основателя Кипрской церкви, и Павла во время их первого появления на Кипре. Сам Ираклидий был сыном местного языческого жреца, во время сопровождения апостолов в город Пафос он был убеждён ими принять христианство. Ираклидий был крещён в речке Сетрахос, протекающей через деревню Калопанайотис возле нынешнего монастыря, и рукоположен в сан епископа Тамасоса.
Святой Иоанн Лампадист же жил в XII веке. По легенде, он родился в деревне Лампаду (ныне не существующей, располагавшейся у нынешнего села Галата) в семье священника. Его хотели женить, но Иоанн твёрдо решил стать монахом. Родители невесты решили в отместку отравить его. Иоанн выжил, но потерял зрение. Он стал монахом и обосновался в ближайшем монастыре святого Ираклидия, где и умер в возрасте 22-х лет. Несмотря на свою недолгую жизнь и краткое пребывание в монастыре Иоанн приобрёл в окружающей местности славу чудотворца. Это и послужило причиной его канонизации и переименованием монастыря в его честь.